# 九棵树西路
九棵树西路是位于中国北京市通州区的一条城市主干路，位于果园环岛—万盛南街之间，长约3.75公里，是北京城市副中心“十一横九纵”路网体系中“商通大道-通惠北路-翠屏西路-九棵树西路”纵向通道的一部分。
|  | 潞苑北大街 朝阳北路 潞苑二街 潞苑南大街 通燕路 新华西街 新华东街 通胡大街 召里大街 玉带河西大街 玉带河东大街 广渠路 运河西大街 运河东大街 怡乐中街 九棵树东路 京津公路 怡乐南街 云景南大街 小圣庙街 万盛南街 云瑞南街 施园街 金榆路 怡乐西路 商通大道 通惠北路 通惠南路 翠屏西路 九棵树西路 通顺路 新华北路 新华南路 九棵树中路 滨榆西路 东关大道 故城东路 颐瑞东路 潞苑东路 芙蓉东路 潞阳大街 东六环西侧路 通怀路 通济路 张凤路 春明西路 通济路 东部发展带联络线 |
|  | 北京城市副中心十四五规划 “十一横九纵”路网体系 |